# Leucanopsis vangetta
Leucanopsis vangetta là một loài bướm đêm thuộc phân họ Arctiinae, họ Erebidae.